# Sweet Donuts
「スウィートドーナッツ」（Sweet Donuts）是日本流行電音組合Perfume非主流時期的第一張單曲。於2003年8月6日發行。唱片公司為BEE-HIVE RECORDS。

## 解説
- 本作是團體由廣島上京後，把名稱從ぱふゅ～む改作Perfume，並以該名義發行的第一張單曲。這張單曲亦是Perfume第一張由中田康貴擔任製作人的單曲。
- B面曲是組合Juicy Fruits的歌曲「ジェニーはご機嫌ななめ」的翻唱版本，由近田春夫作曲。Perfume在廣島進行活動時，負責培育新人的前Juicy Fruits成員柴矢俊彦，希望Perfume能翻唱這首歌，於是交給中田康貴作重新編曲。從チョコレイト・ディスコ一曲得知中田康貴的存在的資深音樂製作人近田春夫，表示驚嘆中田康貴在處理樂曲時的能力，十分欣賞他的才能。近田在聽過中田重新編曲後的翻唱作品，亦高度讚揚他在處理人聲方面的技術出眾。
- 初回限定盘CD附送DVD，收錄了「スウィートドーナッツ」的PV、製作花絮及現場演出影像『Perfume in BEE-HIVE』。PV的導演為國吉規人。

## 收錄曲

### CD
| 曲序     | 曲目                   | 时长 |
| -------- | ---------------------- | ---- |
| 1.       | スウィートドーナッツ   | 4:16 |
| 2.       | シークレットメッセージ | 2:50 |
| 3.       | ジェニーはご機嫌ななめ | 3:22 |
| 总时长： | 总时长：               | 7:35 |

### DVD（初回限定盘）
1. スウィートドーナッツ (PV)
2. スウィートドーナッツ (Making)
3. Perfume in BEE-HIVE